# سیارک ۱۸۹۵۶
سیارک ۱۸۹۵۶ (به انگلیسی: 18956 Jessicarnold، نامگذاری:2000QK126) هجده هزار و نهصد و پنجاه و ششمین سیارک کشف شده‌است که در ۳۱ اوت ۲۰۰۰ کشف شد.
قدر مطلق سیارک برابر ۹.۸ است.